# Pentacosansäure
Pentacosansäure ist eine gesättigte, langkettige Fettsäure mit ungeradzahliger Kohlenstoffzahl und gehört zur Stoffgruppe der Alkansäuren.
Die Monocarbonsäure wird den Wachssäuren zugeordnet und ist als Carbonsäureester Bestandteil des Montanwachses und Bienenwachses, sie kommt ebenfalls in Spuren in den Triglyceriden des Erdnussöls und Kürbiskernöls, sowie in Molkereiprodukten vor. Sie kommt auch in wenigen Pflanzenarten in geringen Mengen vor z. B. in Salvia- und Rhododendron-Arten.

## Veraltete Bezeichnungen
Die in der englischen Literatur auch verwendete Bezeichnung Hyenic Acid (Hyänasäure) ist nicht klar bestimmt. Denn der Schmelzpunkt der Hyänasäure von 77,5 °C weicht stark ab, es handelt sich wahrscheinlich um eine andere Säure mit unbestimmter Konfiguration.